# Río San Juan (departement)
Río San Juan' (česky Řeka svatého Jana) je jedním z 15 departementů Nikaraguy. Svůj název má podle stejnojmenné řeky, která tvoří přírodní státní hranici s Kostarikou. Vznikl v roce 1957 odtržením se od departementu Chontales. Rozkládá se mezi Karibikem a jezerem Nikaragua.
Departement Río San Juan je rozdělen na šest částí (Municipio):
1. San Carlos
2. El Almendro
3. El Castillo
4. Morrito
5. San Juan de Nicaragua
6. San Miguelito